# Uncarina leandrii
Uncarina leandrii ist eine Pflanzenart aus der Gattung Uncarina in der Familie der Sesamgewächse (Pedaliaceae).

## Beschreibung
Uncarina leandrii wächst als kleiner Baum mit einem kurzen Stamm und mehreren, unverzweigten Ästen und wird bis zu 2,5 Meter hoch. Die deutlich gelappten Blätter werden 16 Zentimeter breit und auch lang. Es wird jeweils ein mittlerer, endständiger großer Lappen ausgebildet und 4 kleinere seitlich, die geringer gelappt sind. Die grüne Blattoberseite ist mit wenigen einfachen Haaren bedeckt, die gelegentlich einen undeutlich ausgebildeten Kopf besitzen. Weiterhin sind Schleimdrüsen mit einem quadratischen Kopf in geringer Anzahl vorhanden. Durch die geringe Anzahl Schleimdrüsen mit einem kurzen Stiel und den entlang der Adern ausgebildeten langen und kurzen einfachen Haaren wirkt die Blattunterseite graugrün.
Der Blütenstand besteht aus Cymen mit 2 bis 8 Einzelblüten, die keine großen Büscheln ausbilden. Die Blütenröhre der goldgelben Blüten wird 4,5 bis 7 Zentimeter lang.
Die seitlich stark zusammengedrückte Frucht ist in der Seitenansicht eiförmig und mit einem langen, breiten, zugespitzten oder stumpfen Schnabel versehen. An den 7 Zentimeter langen und 4 Zentimeter breiten und nur mit Hakenstachel besetzten Früchten werden zwei seitliche Flügel mit stachelartigen Rändern ausgebildet. Die Hakenstacheln stehen zu sechst oder siebent in einer Reihe, werden bis 20 Millimeter lang und gehen nicht über den Schnabel hinaus. Die Basis der Stacheln ist verbreitert und zu einem Kamm verwachsen. Es werden keine falschen Scheidewände ausgebildet. Die verkehrt-herzförmigen Samen werden 8 Millimeter lang und 7 Millimeter breit. Die Flügel sind 1,5 Millimeter groß.

## Verbreitung und Systematik
Uncarina leandrii ist endemisch in Zentral- und Süd-Madagaskar, im Nordosten der Provinz Toliara und im Südwesten der Provinz Fianarantsoa auf Laterit mit Quarzsand verbreitet.
Die Erstbeschreibung der Art erfolgte 1962 durch Jean-Henri Humbert. Es werden die folgenden Unterarten unterschieden:
- Uncarina leandrii var. leandrii
- Uncarina leandrii var. rechbergeri Lavranos